# Perissopus dentatus
Espèce
Synonymes
- Chlamys incisus Beneden, 1892[2]
- Perissopus communis Rathbun, 1887[2]
- Perissopus crenatus Leigh-Sharpe, 1930[2]
- Perissopus incisus (Beneden, 1892)[2]
- Perissopus manuelensis Gnanamuthu, 1951[2]
- Perissopus serratus Heegaard, 1962[2]
- Perissopus travancoriensis Kurian, 1955[2]

Perissopus dentatus est une espèce de crustacés copépodes de la famille des Pandaridae qui se rencontre notamment sur le corps des requins.

## Publication originale
- Steenstrup & Lütken, 1861 : Bidrag til kundskab om det aabne havs snyltekrebs og lernæer samt om nogle andre nye eller hidtil kun ufuldstændigt kjendte parasitiske copepoder. Kongelige Danske Videnskabernes Selskabs Skrifter, Naturhistorisk og Mathematisk Afdeling, vol. 5, n. 5, pp. 341-432 (texte intégral) (de).